# キャノンデール・プロサイクリング
キャノンデール・プロサイクリング (Cannondale Pro Cycling) は、2014年まで存在した自転車ロードレースのチームの一つである。チーム・キャノンデール・ガーミンに統合された。

## 概要

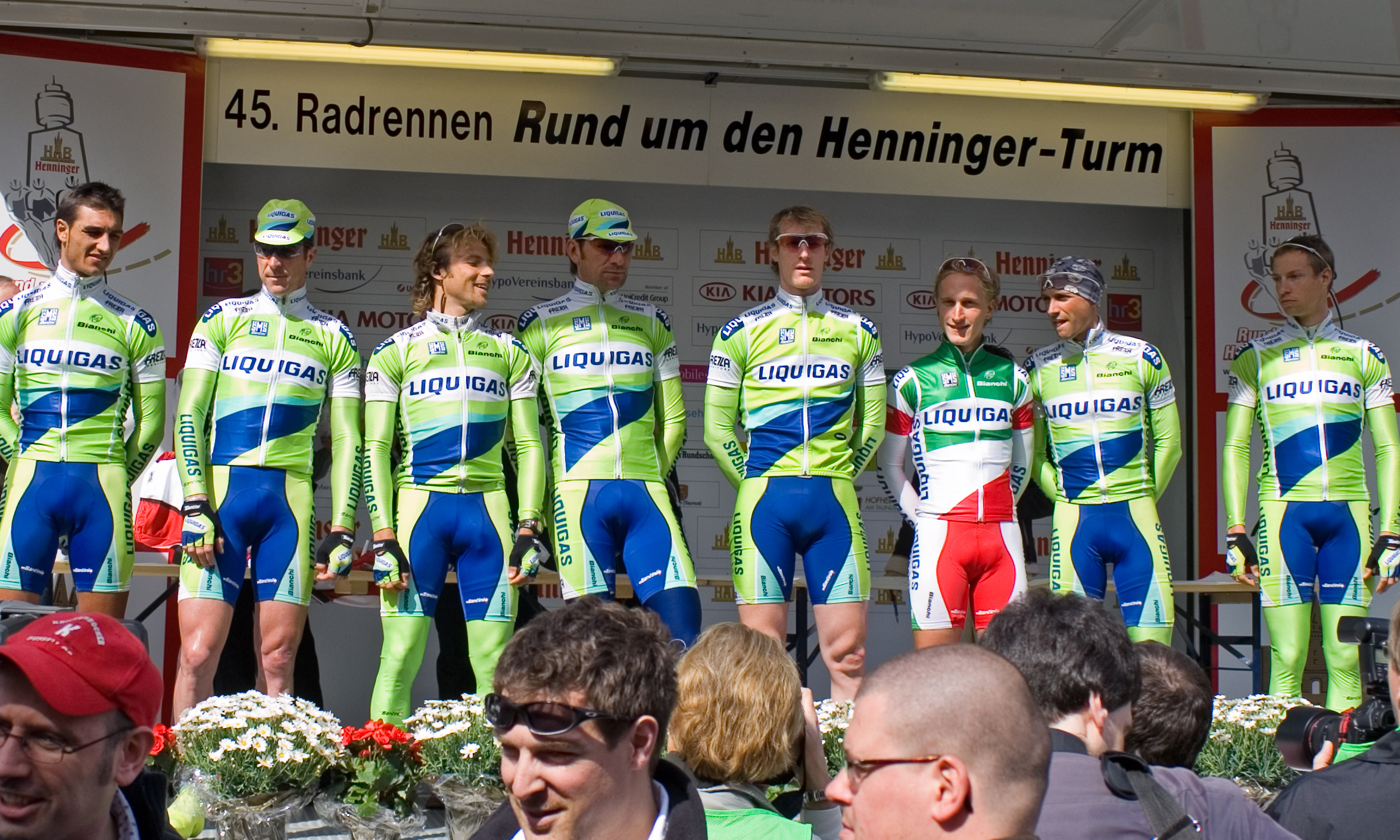
Henninger Turm 2006

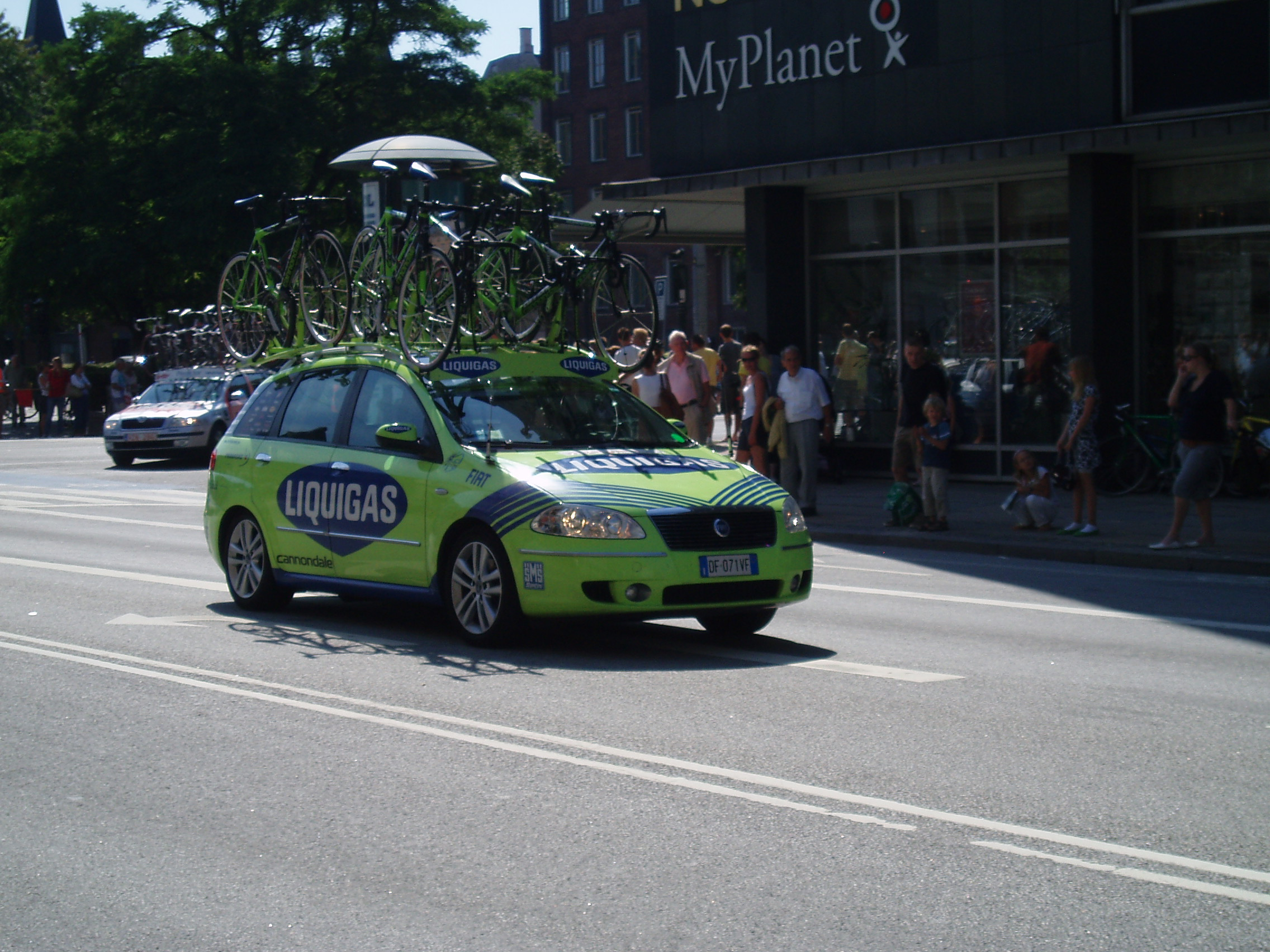
Ammiraglia Team 2006

1999年から2001年まで現在のプロフェッショナルコンチネンタルチーム相当のカテゴリで活動していた。
2005年から心機一転UCIプロチームとして活動を再開し再開初年でダニーロ・ディルーカがUCIプロツアーの初代王者に輝く。2007年はダニーロ・ディルーカがジロ・デ・イタリアに優勝しチームにグランツール初制覇をもたらしてくれる。2008年にはかつてツール・ド・フランスにてランス・アームストロングと鎬を削ったこともあるイヴァン・バッソが加入し今後の飛躍が期待される。2010年、ジロ・デ・イタリアにてイヴァン・バッソが、ブエルタ・ア・エスパーニャにてヴィンチェンツォ・ニバリが、それぞれ個人総合優勝を果たし、チームとしては1シーズンで、2つのグラン・ツールを制覇するという快挙となった。
2006年から2010年までマッサージャーとして中野喜文が所属していた。
2010年シーズンはサブスポンサーとしてドイモ（イタリアの家具メーカー）が入っていた。2011年シーズンより、2006年より機材を供給し続けているアメリカの自転車メーカー、キャノンデールがサブスポンサーとなった（ドイモもスポンサーを継続）。
2013年シーズンよりキャノンデールがメインスポンサーになり増田成幸が加入。
2015年シーズンよりチーム・キャノンデール・ガーミンに統合。

## 2013年シーズン使用機材
フレームはメインスポンサーのキャノンデール社の「スーパーシックス」シリーズや「シナプス」シリーズ、TTバイクは「スライス」シリーズに、コンポーネントはスラム社の「スラム・レッド」、ホイールはヴィジョン、タイヤはケンダ、ハンドル周りはFSA、サドルはフィジーク、ペダルはスピードプレイ、ヘルメットはルディ、ウェアはスゴイを使用している。

## 歴代陣容
| 2011年陣容                     | 2011年陣容     | 2011年陣容     | 2011年陣容                            |
| 選手名                         | 国籍           | 生年月日       | 備考                                  |
| ------------------------------ | -------------- | -------------- | ------------------------------------- |
| ヴァレリオ・アニョーリ         | イタリア       | 1985年1月6日   |                                       |
| イヴァン・バッソ               | イタリア       | 1977年11月26日 |                                       |
| フランチェスコ・ベッロッティ   | イタリア       | 1979年8月6日   |                                       |
| マツィエイ・ボドナル           | ポーランド     | 1985年3月7日   |                                       |
| エロス・カペッキ               | イタリア       | 1986年6月13日  | フートン - セルベット                 |
| ダミアーノ・カルーゾ           | イタリア       | 1987年10月12日 | デ・ローザ - スタック・プラスティック |
| ダヴィデ・チモライ             | イタリア       | 1989年8月13日  |                                       |
| ティツィアーノ・ダッラントニア | イタリア       | 1983年7月26日  |                                       |
| ティモシー・ダガン             | アメリカ合衆国 | 1982年11月14日 | ガーミン・トランジションズ            |
| マウロ・ダ・ダルト             | イタリア       | 1981年4月8日   | ランプレ - ファルネーゼ・ヴィーニ     |
| ティツィアーノ・ダッラントニア | イタリア       | 1983年7月26日  |                                       |
| マウロ・フィネット             | イタリア       | 1985年5月10日  |                                       |
| ジャコポ・グアルニエリ         | イタリア       | 1987年8月14日  |                                       |
| テッド・キング                 | アメリカ合衆国 | 1983年1月31日  | サーヴェロ・テストチーム              |
| クリスティアン・コレン         | スロベニア     | 1986年11月25日 |                                       |
| パオロ・ロンゴ・ボルギーニ     | イタリア       | 1980年12月10日 | ISD - ネーリ                          |
| アラン・マランゴーニ           | イタリア       | 1984年7月16日  | コルナゴ - CSX・イノックス            |
| ドミーニク・ネルツ             | ドイツ         | 1989年8月25日  | チーム・ミルラム                      |
| ヴィンチェンツォ・ニバリ       | イタリア       | 1984年11月14日 |                                       |
| ダニエル・オッス               | イタリア       | 1987年1月13日  |                                       |
| マツィエイ・パテルスキ         | ポーランド     | 1986年9月12日  |                                       |
| シモーネ・ポンツィ             | イタリア       | 1987年1月17日  | ランプレ - ファルネーゼ・ヴィーニ     |
| ファビオ・サバティーニ         | イタリア       | 1985年2月18日  |                                       |
| ペーター・サガン               | スロバキア     | 1990年1月26日  |                                       |
| ユライ・サガン                 | スロバキア     | 1988年12月23日 |                                       |
| クリスティアーノ・サレルノ     | イタリア       | 1985年2月18日  | デ・ローザ - スタック・プラスティック |
| シルヴェステル・シュミット     | ポーランド     | 1978年3月12日  |                                       |
| アレッサンドロ・ヴァノッティ   | イタリア       | 1980年9月16日  |                                       |
| エリア・ヴィヴィアーニ         | イタリア       | 1989年2月7日   |                                       |
| キャメロン・ワーフ             | オーストラリア | 1983年8月3日   | アンドローニ - ジョカットーリ         |

| 2012年陣容                     | 2012年陣容     | 2012年陣容     | 2012年陣容                           |
| 選手名                         | 国籍           | 生年月日       | 備考                                 |
| ------------------------------ | -------------- | -------------- | ------------------------------------ |
| ヴァレリオ・アニョーリ         | イタリア       | 1985年1月6日   |                                      |
| ステファノ・アゴスティーニ     | イタリア       | 1989年1月3日   | ザルフ・デジレ・フィオル             |
| イヴァン・バッソ               | イタリア       | 1977年11月26日 |                                      |
| マツィエイ・ボドナル           | ポーランド     | 1985年3月7日   |                                      |
| フェデリコ・カヌーティ         | イタリア       | 1985年8月30日  | コルナゴ・CSF - イノックス           |
| エロス・カペッキ               | イタリア       | 1986年6月13日  |                                      |
| ダミアーノ・カルーゾ           | イタリア       | 1987年10月12日 |                                      |
| ティモシー・ダガン             | アメリカ合衆国 | 1982年11月14日 |                                      |
| マウロ・ダ・ダルト             | イタリア       | 1981年4月8日   |                                      |
| ティツィアーノ・ダッラントニア | イタリア       | 1983年7月26日  |                                      |
| テッド・キング                 | アメリカ合衆国 | 1983年1月31日  |                                      |
| クリスティアン・コレン         | スロベニア     | 1986年11月25日 |                                      |
| パオロ・ロンゴ・ボルギーニ     | イタリア       | 1980年12月10日 |                                      |
| アラン・マランゴーニ           | イタリア       | 1984年7月16日  |                                      |
| モレーノ・モーゼル             | イタリア       | 1990年12月25日 | チーム・ルッキーニ・マニーヴァ・スキ |
| ドミニク・ネルツ               | ドイツ         | 1989年8月25日  |                                      |
| ヴィンチェンツォ・ニバリ       | イタリア       | 1984年11月14日 |                                      |
| ダニエル・オス                 | イタリア       | 1987年1月13日  |                                      |
| マツィエイ・パテルスキ         | ポーランド     | 1986年9月12日  |                                      |
| ダニエーレ・ラット             | イタリア       | 1989年10月5日  | ジェオックス・TMC                    |
| ファビオ・サバティーニ         | イタリア       | 1985年2月18日  |                                      |
| ペーター・サガン               | スロバキア     | 1990年1月26日  |                                      |
| ユライ・サガン                 | スロバキア     | 1988年12月23日 |                                      |
| クリスティアーノ・サレルノ     | イタリア       | 1985年2月18日  |                                      |
| カイエタノ・サルミエント       | コロンビア     | 1987年3月28日  | アクア & サポーネ                    |
| スィルヴェステル・シュムィド   | ポーランド     | 1978年3月12日  |                                      |
| アレッサンドロ・ヴァノッティ   | イタリア       | 1980年9月16日  |                                      |
| エリア・ヴィヴィアーニ         | イタリア       | 1989年2月7日   |                                      |

| 2013年陣容                     | 2013年陣容     | 2013年陣容     | 2013年陣容                   |
| 選手名                         | 国籍           | 生年月日       | 備考                         |
| ------------------------------ | -------------- | -------------- | ---------------------------- |
| ステファノ・アゴスティーニ     | イタリア       | 1989年1月3日   |                              |
| イヴァン・バッソ               | イタリア       | 1977年11月26日 |                              |
| マツィエイ・ボドナル           | ポーランド     | 1985年3月7日   |                              |
| ギヨーム・ボアヴァン           | カナダ         | 1989年9月25日  | スパイダーテック             |
| フェデリコ・カヌーティ         | イタリア       | 1985年8月30日  |                              |
| ダミアーノ・カルーゾ           | イタリア       | 1987年10月12日 |                              |
| マウロ・ダダルト               | イタリア       | 1981年4月8日   |                              |
| ティツィアーノ・ダッラントニア | イタリア       | 1983年7月26日  |                              |
| アレッサンドロ・デマルキ       | イタリア       | 1986年5月19日  | アンドローニ・ジョカットーリ |
| ルーカス・セバスチャン・アエド | アルゼンチン   | 1983年4月18日  | チーム・サクソ - ティンコフ  |
| エドワード・キング             | アメリカ合衆国 | 1983年1月31日  |                              |
| ミヒェル・コッホ               | ドイツ         | 1991年10月15日 | LKT・ブランデンブルク        |
| クリスティアン・コレン         | スロベニア     | 1986年11月25日 |                              |
| マティアス・クリチェク         | オーストリア   | 1988年9月29日  | アマチュア                   |
| パオロ・ロンゴボルギーニ       | イタリア       | 1980年12月10日 |                              |
| アラン・マランゴーニ           | イタリア       | 1984年7月16日  |                              |
| 増田成幸                       | 日本           | 1983年10月23日 | 宇都宮ブリッツェン           |
| モレーノ・モーゼル             | イタリア       | 1990年12月25日 |                              |
| マツィエイ・パテルスキ         | ポーランド     | 1986年9月12日  |                              |
| ダニエーレ・ラット             | イタリア       | 1989年10月5日  |                              |
| ファビオ・サバティーニ         | イタリア       | 1985年2月18日  |                              |
| ペーター・サガン               | スロバキア     | 1990年1月26日  |                              |
| ユライ・サガン                 | スロバキア     | 1988年12月23日 |                              |
| クリスティアーノ・サレルノ     | イタリア       | 1985年2月18日  |                              |
| カイエタノ・サルミエント       | コロンビア     | 1987年3月28日  |                              |
| ブリアン・ヴァンドボーグ       | デンマーク     | 1981年12月4日  | スパイダーテック             |
| エリア・ヴィヴィアーニ         | イタリア       | 1989年2月7日   |                              |
| キャメロン・ウルフ             | オーストラリア | 1983年8月3日   | チャンピオンシステム         |